# سبيس شيب وان
سبيس شيب وان هي طائرة تجريبية تعمل بالطاقة الصاروخية يتم إطلاقها من الجو مع قدرة على الطيران الفضائي شبه المداري بسرعات تصل إلى 910 م/ ث (3300 كم / ساعة) باستخدام محرك صاروخي هجين. يتميز التصميم بنظام إعادة دخول جوي "ريشي" فريد من نوعه حيث يتم طي النصف الخلفي من الجناح وأذرع الذيل المزدوجة بزاوية 70 درجة لأعلى على طول مفصل يمتد على طول الجناح، مما يؤدي إلى زيادة السحب مع الحفاظ على الثبات. أكملت سبيس شيب وان أول رحلة فضائية خاصة مأهولة في عام 2004. وفي نفس العام، فازت بجائزة أنساري أكس البالغة قيمتها 10 ملايين دولار أمريكي وخرجت من الخدمة الفعلية على الفور. سميت سفينتها الأم أو الطائرةالمرافقة لها "الفارس الأبيض". تم تطوير كلتا المركبتين وقيادتهما بواسطة شركة موهافي لمشاريع الفضاء وهي مشروع مشترك بين بول ألين وسكاليد كومبوزيت (شركة طيران تابعة لبيرت روتان). قدم ألين التمويل بحوالي 25 مليون دولار أمريكي.
رفض فريق العمل الخاص بالطائرة عدة عروض من بينها عرض من الحكومة الأمريكية لاجراء تجارب علمية خلال رحلاتها وفضل إبقاء مهمة فريق العمل الخاص بالطائرة للتركيز على الرحلات التجريبية لطائرة ركاب تجارية فضائية ستديرها شركة فيرجن اتلانتيك للطيران. طلبت شركة فيرجن شراء خمس طائرات ركاب فضائية خلال ثلاث سنوات. وتجرى التجارب العلمية أحيانا في ظروف يكون عندها مستوى الجاذبية صفرا أو صغيرا لدراسة تأثير انعدام الوزن. هبطت الطائرة يوم الاثنين 21 يونيو 2004 بسلام بعد قيامها بأول رحلة خاصة مأهولة إلى الفضاء الخارجي التحتي على ارتفاع 110 كيلومتر، ووصلت إلى الطبقات العليا من الغلاف الجوي.

## معرض صور

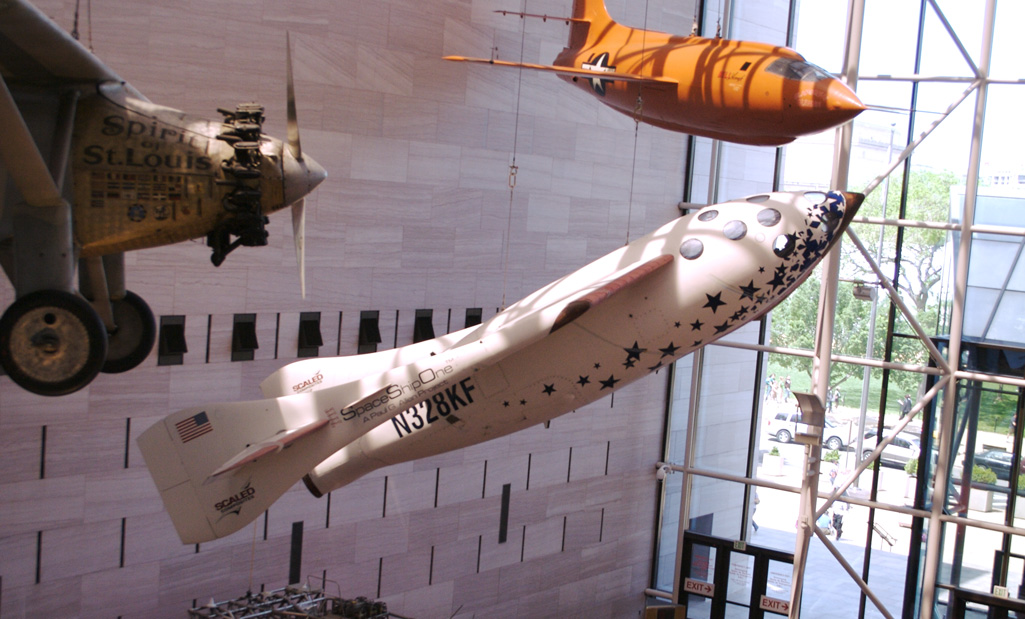
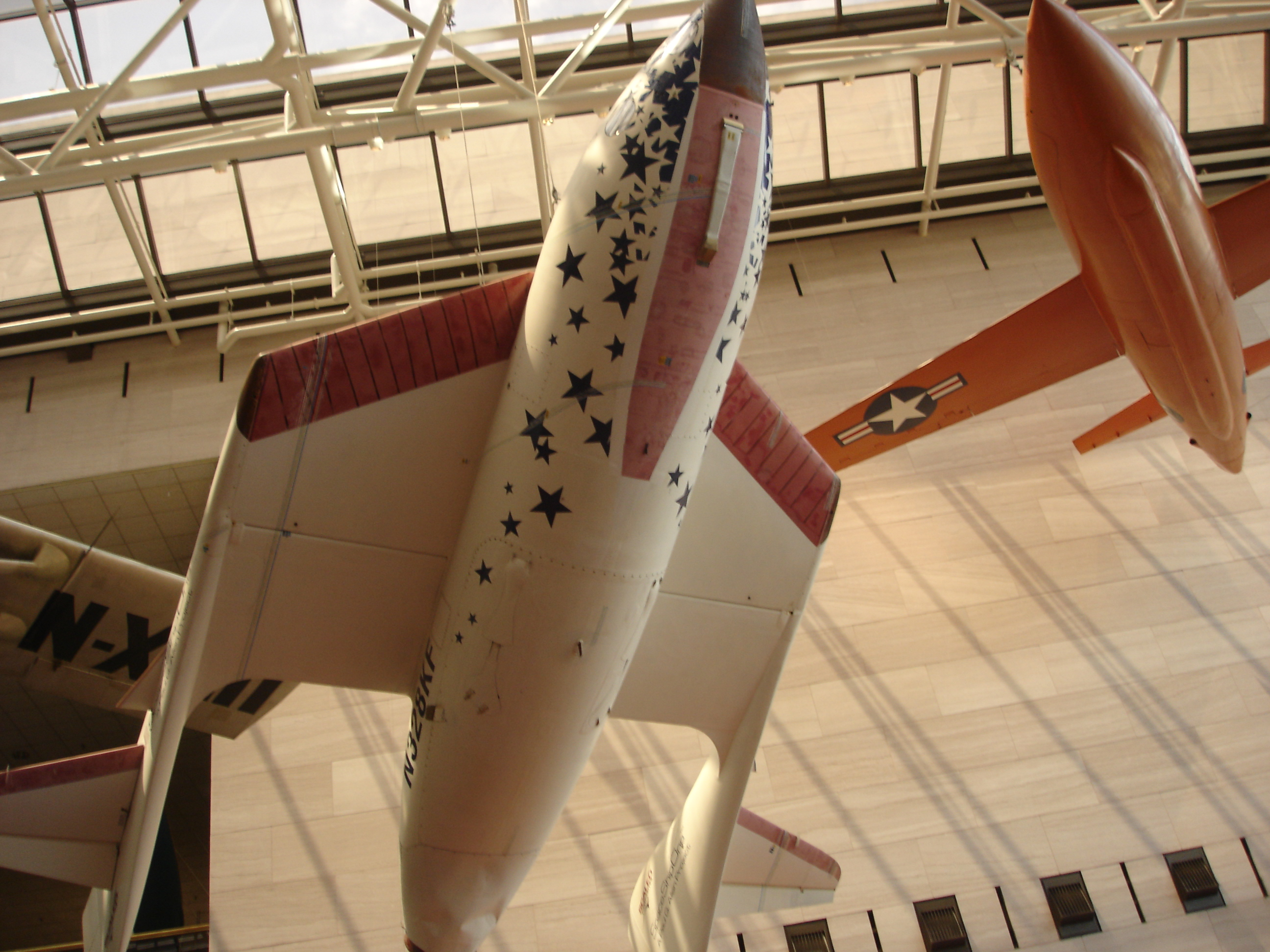
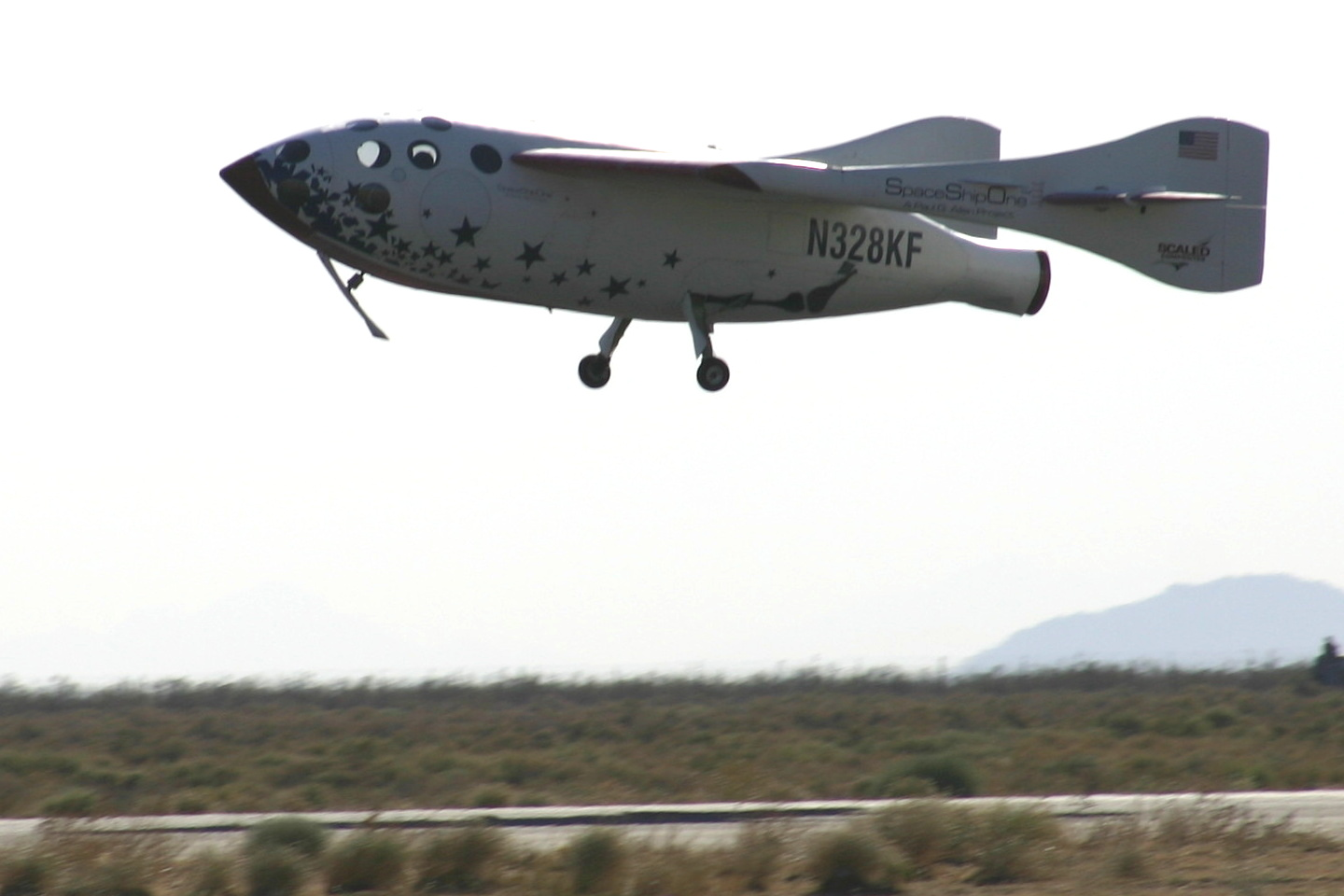
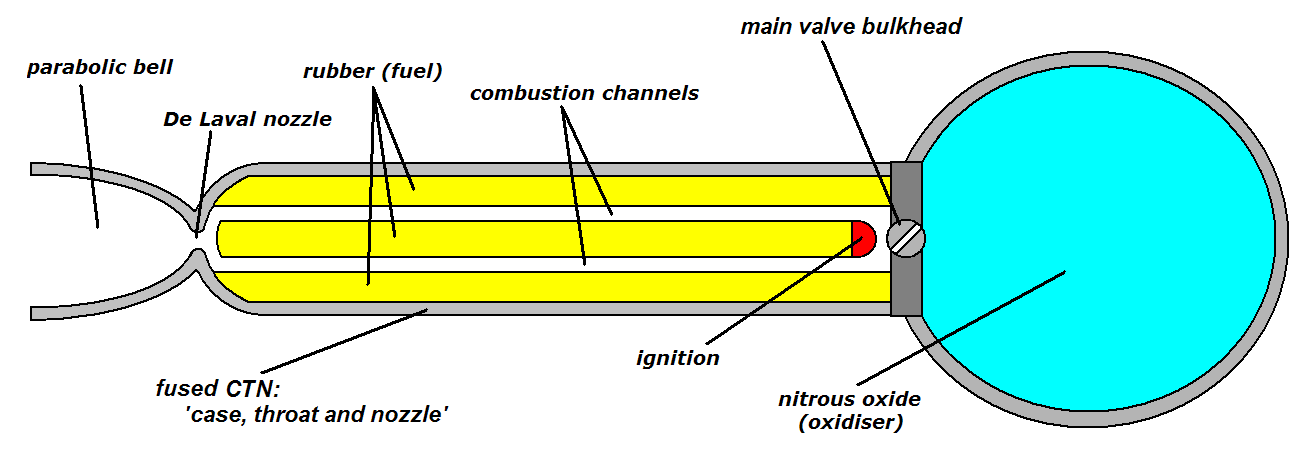

## اقرأ أيضا
- سبيس شيب تو
- فيرجن غالاكتيك
- في إس إس إنتربرايز